# MIME Encapsulation of Aggregate Documents, such as HTML
MHTML (.mhtml ou .mht) est un format de fichier proposé à la normalisation par l'IETF en 1999 dans le cadre d'une RFC intitulée « MIME Encapsulation of Aggregate Documents, such as HTML » (RFC 2557). Il s'agit d'un format de fichier ouvert et non propriétaire permettant d'enregistrer et d'envoyer un fichier HTML qui inclut dans le corps de celui-ci, au format MIME, les images et autres éléments externes de la page HTML correspondante. Ce format est pris en charge nativement par les navigateurs Internet Explorer (à partir de la version 6) , Opera et Google Chrome.

## Exemple
Il s'agit d'un fichier texte, enregistré avec l'extension .mhtml ou .mht :
```
Subject: <Titre du document>
Date: Wed, 15 Dec 2004 10:05:01 +1000
Content-Type: multipart/related;
Content-Transfer-Encoding: quoted-printable
Content-Location: file://C:/fichier.html
This is a multi-part message in MIME format.
--'''separation'''
Content-Type: text/html;
<HTML>
 <HEAD>
  <TITLE>Titre</TITLE>
 </HEAD>
 <BODY>
   ...
 </BODY>
</HTML>
--'''separation'''
Content-Type: image/gif
Content-Transfer-Encoding: base64
Content-Location: file://C:/image.gif
RHLJbDYX0KhHzv7yGcCgghhgHLJbDYX0KhHzv7yGcChkNdjn+Nfn+NXm98/i98rf9sfe9b/Z9L3X
87fU8qP8afL8AHzvfg7yGcChkNIwMZHLJbDYX0KhHzv37yGcChkNIw2Oj5AAAZIAlhAAACwAAAAA
er8JhHg8PhgQBrPZwG673+6CoUCv2+91gn5PGPT7fgOCg4SFhQKIiYoCAY2Oj5AAAZIAlJWXACEA
4SFh==
--'''separation'''--

```

## Support par les navigateurs web
Plusieurs navigateurs supportent le format MHTML, soit directement, soit grâce à des extensions. Cependant, la façon d'enregistrer une page et ses ressources n'est pas standardisée, ce qui peut causer des problèmes de compatibilité lorsque l'on veut lire avec un navigateur un fichier mhtml créé par un autre navigateur.

### Internet Explorer
Le format .mht a été introduit dans Internet Explorer 5. Cependant, il gère mal les scripts inclus dans certaines pages. Dans Internet Explorer 8 et 9, MHTML est le format d'enregistrement par défaut.

### Opera
Opera supporte le format MHTML depuis la version 9.0 du navigateur.

### Firefox
L'absence de support du MHTML dans Firefox est considérée comme un bug du navigateur en 1999. Cependant, on pouvait lire et écrire des fichiers MHTML dans Firefox grâce à des extensions.  Mozilla Archive Format () et UnMHT () ont des extensions proposant le support du MHT pour toutes les versions de Firefox supérieures à Firefox 1.0. Cependant, ces extensions peuvent rencontrer des problèmes d'incompatibilité avec les fichiers .mht d'Internet Explorer.
Dans les années 2010+ (et peut-être avant), les versions android lisent et écrivent 'nativement' le format '.mht'.

### Google Chrome, Safari, Konqueror
Safari et Konqueror n'offrent aucun support natif du format MHTML.
Google Chrome 14 offre son support depuis le 22 juin 2011, ainsi que Google Chrome Canary et le moteur WebKit depuis le 13 juin 2011.

### ACCESS NetFront
NetFront 3.4 (sur des appareils comme le Sony Ericsson K850) permet de visionner et enregistrer des fichiers MHTML.